# Silver & Gold
Silver & Gold — двадцать пятый студийный альбом канадского автора-исполнителя Нила Янга, изданный в 2000 году.

## Об альбоме
Многие композиции, вошедшие в Silver & Gold, были написаны Янгом ещё в 1990-х годах. Одноимённую с альбомом песню исполнитель задумал в 1981 году, во время записи альбома Freedom.
Концертное исполнение «Razor Love» совместно с Crazy Horse восходит к бутлегу 1976 года. В музыкальном плане Silver & Gold представляет собой возвращение к кантри-року в стиле Comes a Time, лирически — стареющий Нил затрагивает семейные темы и переосмысливает собственную жизнь. В песне «Buffalo Springfield Again» он с тёплой ностальгией оглядывается на свою карьеру в группе Buffalo Springfield («Как увидеть этих парней снова и дать им шанс», англ. Like to see those guys again and give it a shot).
На обложку альбома Янг поместил фотографию, снятую его дочерью Эмбер на камеру игровой приставки Game Boy.

## Отзывы
В целом Silver & Gold был благоприятно встречен критиками. Стивен Томас Эрлевайн из Allmusic описал альбом как «просто хорошую запись Нила Янга», «неброскую, обаятельную и комфортную», хоть и «не дотягивающую до аномально высоких ожиданий».
Обозреватель PopMatters Билл Холмс отметил, что «величайший хамелеон <…> стал старше, мудрее», а его работа Silver & Gold представляет собой «расслабляющее путешествие сквозь задумчивые и сердечные песни».
Silver & Gold занял 22 место в чарте Billboard 200, а также был номинирован на музыкальную премию «Джуно».

## Список композиций
| №   | Название                    | Длительность |
| --- | --------------------------- | ------------ |
| 1.  | «Good to See You»           | 2:49         |
| 2.  | «Silver & Gold»             | 3:16         |
| 3.  | «Daddy Went Walkin'»        | 4:01         |
| 4.  | «Buffalo Springfield Again» | 3:23         |
| 5.  | «The Great Divide»          | 4:34         |
| 6.  | «Horseshoe Man»             | 4:00         |
| 7.  | «Red Sun»                   | 2:48         |
| 8.  | «Distant Camera»            | 4:07         |
| 9.  | «Razor Love»                | 6:31         |
| 10. | «Without Rings»             | 3:41         |